# Dr. Kawashima's Brain Training: How Old Is Your Brain?
Dr. Kawashima's Brain Training: How Old Is Your Brain?, känt som Brain Age: Train Your Brain in Minutes a Day! i Nordamerika, är ett pusselspel utvecklat och utgivet av Nintendo till Nintendo DS. Det utgavs i Japan 19 maj 2005 och året efter i Nordamerika och Europa. Spelet blev tillgängligt på Nintendo eShop till Wii U i Japan 3 juni 2014 och i Europa 12 juni 2014. Det blev distribuerad gratis fram till 30 juni 2014 i Japan och 10 juli i Europa, och har varit tillgängligt for köp i Europa sedan 25 juni 2015. Brain Training efterföljs av More Brain Training from Dr. Kawashima: How Old Is Your Brain? till Nintendo DS och sedan Dr. Kawashima's Devilish Brain Training: Can You Stay Focused? till Nintendo 3DS.

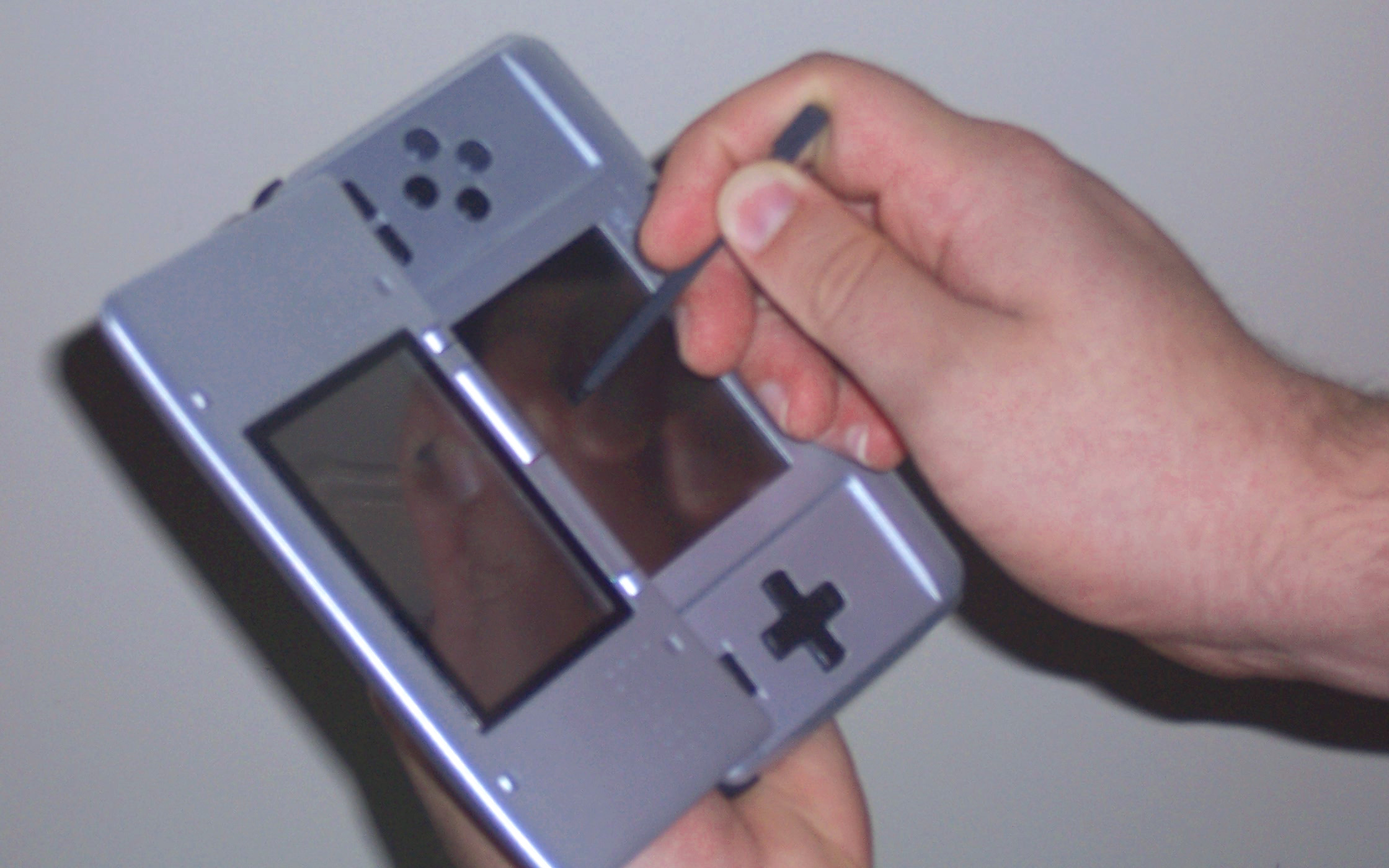
Dr. Kawashima's Brain Training spelas vid att hålla Nintendo DS i sidled

Brain Training är designat för att spelas dagligen i korta sessioner, likadan som Animal Crossing: Wild World och Nintendogs. Spelaren håller Nintendo DS-konsolen på sidan, där pekskärmen antingen ligger till höger för högerhänta personer eller till vänster för vänsterhänta. Spelet bliver endast kontrollerat av pekskärmen och mikrofonen, och spelaren svarar på uppgifterna antingen vid att skriva på skärmen eller tala till mikrofonen. Brain Training innehåller flera olika aktiviteter, bland annat matematiska frågor och sudoku-övningar, som alla är designat för att stimulera olika områden av hjärnan. Före spelare kan börja på en session, måste de ge information om vilken hand de skriver med och födelsedatum. Spelaren tränar därefter i olika övningar slik att spelet kan avgöra formen till spelarens hjärna. Denna form presenteras av spelet som en ålder, "Brain Age", som kan variera från 20 till 80 år avhängig av hur spelaren presterar.
Brain Training marknadsförs som en del av Touch! Generations-serien, en serie av spel riktad mot grupper som traditionellt inte spelar datorspel. Spelet har varit en kommersiell succé med över 19 miljoner sålda kopior. Det har varit kontroverser om spelets vetenskapliga effektivitet.